# Оркестр Вермишель
«Оркестр Вермишель» («Vermicelli Orchestra») — российский инструментальный ансамбль, этно-арт-рок проект. Основатель коллектива и основной автор музыки — Сергей Щураков. Группа образована в 1996 году, состав группы менялся несколько раз и окончательно сформировался к 2000 году.
В составе группы играли Илья Порхунов, Виталий Семенов, Наиль Кадыров, Всеволод Гаккель, Олег Шавкунов, Петр Трощенков, Дмитрий Веселов.
Музыка коллектива — полистилистическая, полифоническая, минималистическая, с элементами романтизма и барокко, кельтскими, арабскими и славянскими мотивами, арт-роковой ритмикой и академическим построением композиций.
Инструментальный состав группы — аккордеон, мандолина, флейта, виолончель, акустическая гитара, бас-гитара, барабаны и перкуссия.

## История
В феврале 2002 года трек «Византия» с одноимённого альбома занял первое место в хит-параде радио «Северная Столица».
В 2003 году «Оркестр Вермишель» принимал участие в записи альбома Марка Алмонда «Heart on Snow».
Композиции «Оркестр Вермишель» вошли в саундтрек художественных фильмов «Город без солнца» Сергея Потемкина, «Свои» Дмитрия Месхиева и документальный фильм «Марк Аврелий. Последний триумф императора» Максима Ладыгина. Для «Города без солнца» композиции сочинялись специально. Сюита из фильма «Марк Аврелий. Последний триумф императора» впоследствии была выпущена отдельным альбомом «Оркестра Вермишель».
Группа ведёт активную концертную деятельность. Выступала совместно с Питером Хэмиллом и оркестром Майкла Наймана, электронным дуэтом «Ёлочные игрушки». Участвовала в фестивалях «ФОРТЕ-РИГА» (1999), SKIF-3/4/5/6 (Петербург), «Рок-Держава’2000» (Москва), «Фолк-Марафон’2001» (Петрозаводск), «Благовест» (2001, Хельсинки), «Faces Ethnofestival» (2001, Финляндия).
«Оркестр Вермишель» участвовал в голландско-российском проекте Йохана Меера «Vaarwater» и акции KULTURSCHIFF (2003) и проекте «Вокзал», проводимого фондом «Культурная столица Поволжья».
В активе группы есть и живые концерты на общероссийском телевидении: в программе «Антропология» на НТВ, а также на телеканалах «СТО», «Дарьял ТВ» и «NBN»
7 августа 2007 года, в возрасте 47 лет, скончался композитор, основатель и бессменный руководитель «Оркестра Вермишель» Сергей Михайлович Щураков. Похороны состоялись 9 августа на Волковском православном кладбище.

## Состав
- Сергей Щураков — кнопочный аккордеон
- Юлия Рычагова — виолончель
- Ирина Литвинова — мандолина
- Тимур Богатырев — флейта
- Михаил Иванов — бас-гитара
- Илья Розовский — акустическая гитара
- Павел Иванов — ударные
- Мясников Евгений — звукорежиссёр

## Дискография
- 1997 — «Анабасис» (выпущен в Лондоне студией «Whitehorse Music» и переиздан в России лейблом «Бомба-Питер»)
- 1999 — «Византия» (выпущен компанией «Boheme Music»)
- 2005 — «Марк Аврелий» (оркестровая сюита, выпущен компанией «Геометрия»)
- 2010 — «Город без солнца» (музыка к фильму, запись 2006 года, CD выпущен компанией «Геометрия»)
- 2010 — «Странник» (последний альбом, выпущен компанией «Геометрия»)